# Ourondo
Ourondo is een plaats (freguesia) in de Portugese gemeente Covilhã en telt 416 inwoners (2001).